# Parque nacional de Gonarezhou
El parque nacional de Gonarezhou (en inglés: Gonarezhou National Park) es un espacio protegido situado en el sureste de Zimbabue. Debido a su enorme tamaño en terreno, a lo accidentado y su ubicación lejana de las rutas turísticas, grandes extensiones de Gonarezhou permanecen como una reserva natural virgen.

## Descripción
Está situado en un rincón relativamente remoto de la provincia de Masvingo, al sur de Chimanimani a lo largo de la frontera con Mozambique.
Con 5053 kilómetros cuadrados, Gonarezhou es la segunda reserva de campo más grande después del parque nacional de Hwange.

## Imágenes

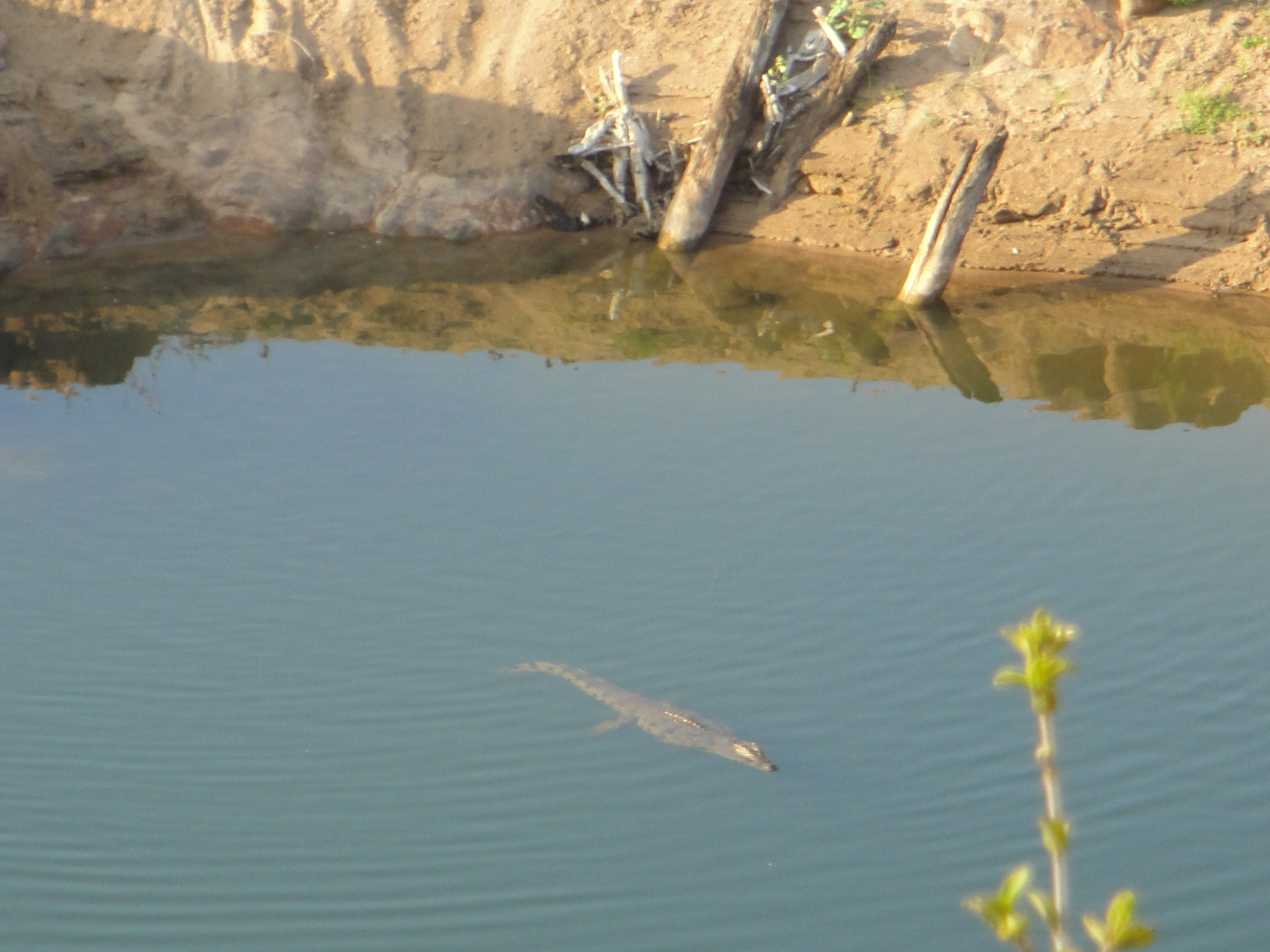
cocodrilo del Nilo
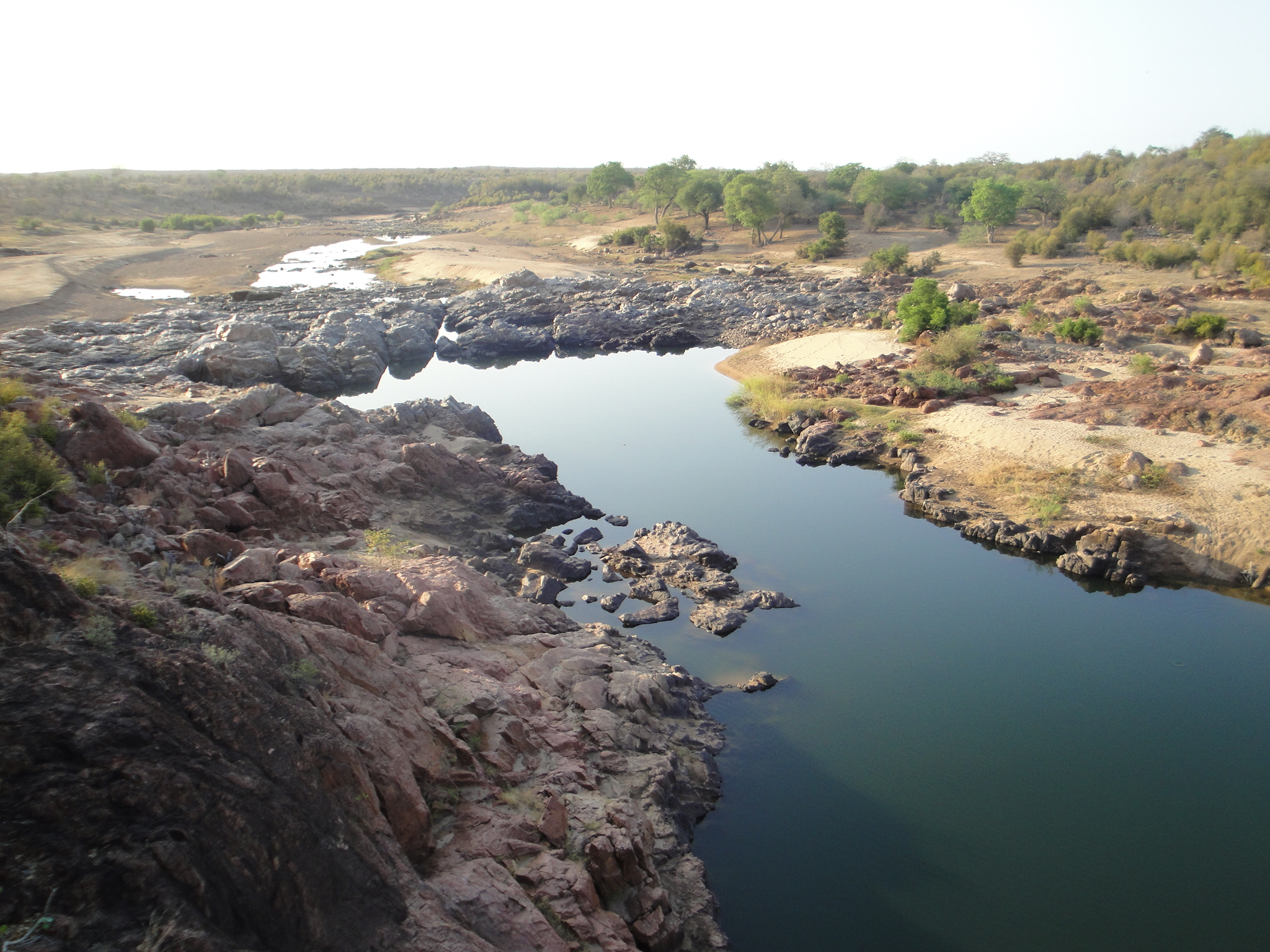
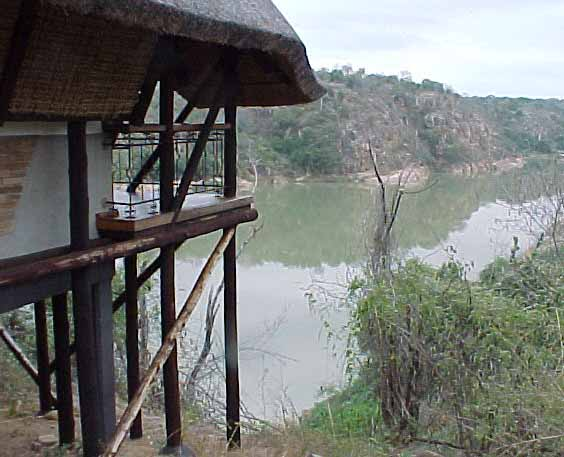
Puesto de observación en Chilo.
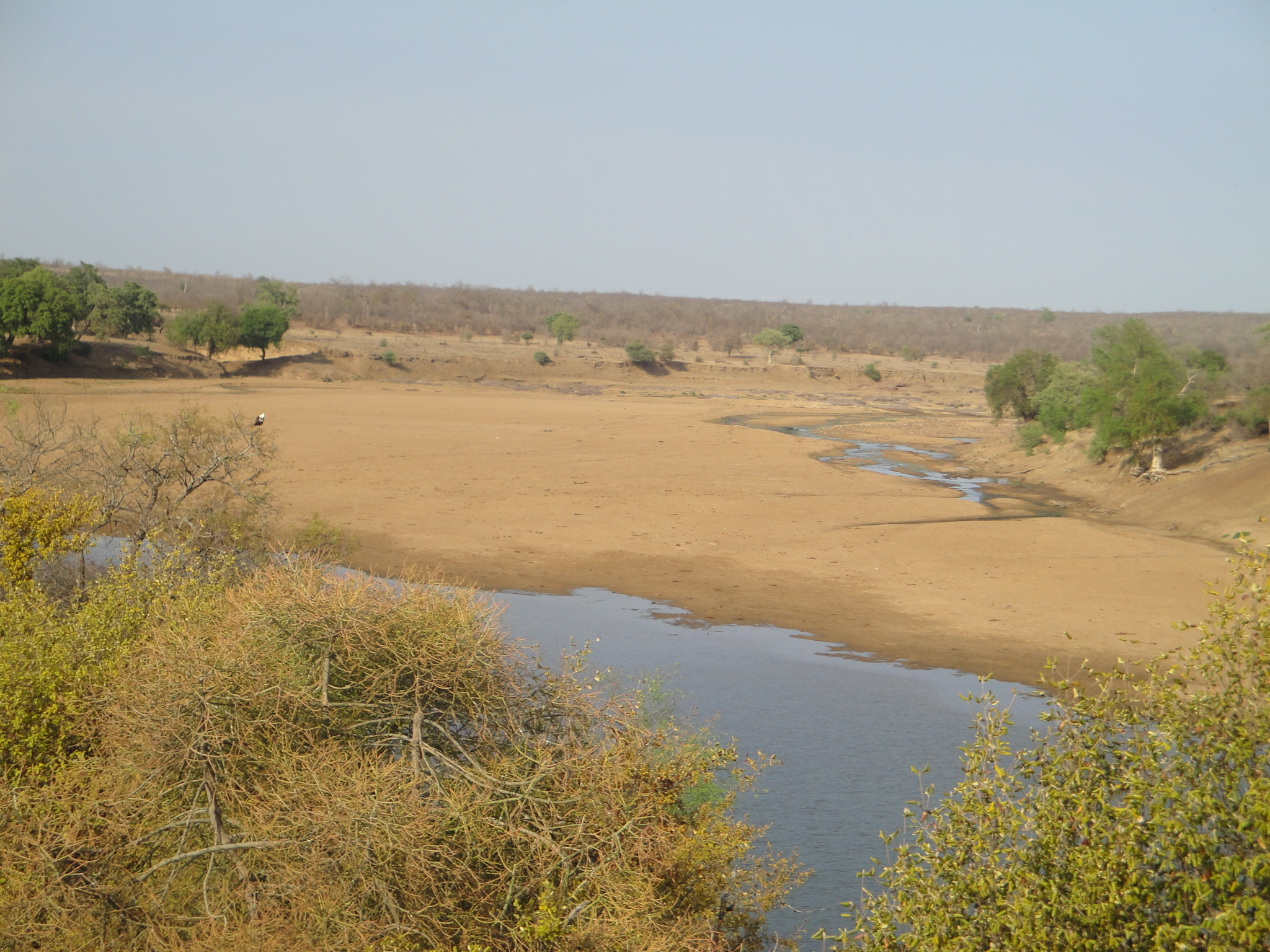